# Jump Up ~Chiisana Yūki~
Pour les articles homonymes, voir Jump Up.
Singles de Sakura Gakuin
Ganbare!!
(9 octobre 2013) Heart no Hoshi
(15 octobre 2014)
Jump Up ~Chiisana Yūki~ (Jump Up ～ちいさな勇気～) est le septième single du groupe féminin japonais Sakura Gakuin.

## Production
Le single sort le 12 février 2014 ; il atteint la 25e place des classements hebdomadaires des ventes de l'Oricon,.
Le single est disponible en plusieurs éditions, avec des couvertures différentes, dont une régulière (avec un CD seulement) et deux limitées notées A et B (avec le CD et un DVD en supplément). Le CD contient la chanson-titre, des chansons inédites en face B (différentes sur chaque édition) ainsi que leurs versions instrumentales. Par ailleurs, les chansons face B des éditions limitées sont interprétées par deux sous-groupes de Sakura Gakuin dont : Pastel Wind (pour Yosoijō no Smash) et un sous-groupe spécial, Year 3s (pour Day Dream Believer).
La chanson-titre et la chanson Yosoijō no Smash figureront, tout comme le single précédent Ganbare!!, sur le quatrième album du groupe Sakura Gakuin 2013-nendo ~Kizuna~ qui sort le mois suivant, en mars 2014.
Il s'agit du dernier single avec la leader Marina Horiuchi, Raura Iida, Nene Sugisaki, Hinata Satō, qui quitteront le groupe après la sortie du quatrième album du groupe, fin mars 2014 ; il s'agit des derniers membres issus de la 1re génération du groupe, alors restés fidèles au groupe très longtemps depuis les débuts du groupe. Une autre couverture du single est dévoilée et montre seulement les quatre membres habillés en tant qu'étudiants diplômés, marquant ainsi leur dernière apparition, concernant les singles. Par ailleurs, ces membres font partie du sous-groupe spécial Year 3s et interprètent sur le disque la chanson Day Dream Believer, alors une reprise d'un titre publié en 1967 du groupe américain The Monkees.

## Personnel
- 1re génération
  - Marina Horiuchi (leader) : dernier single
  - Raura Iida : dernier single
  - Nene Sugisaki : dernier single
  - Hinata Satō : dernier single

- 2e génération
  - Yui Mizuno
  - Moa Kikuchi

- 3e génération
  - Rinon Isono
  - Hana Taguchi

- 4e génération
  - Saki Ōga
  - Yunano Notsu

- 5e génération
  - Saki Shirai
  - Aiko Yamaide

## Liste des titres
| 1. | Jump Up ~Chiisana Yūki~ (Jump Up ～ちいさな勇気～) | 4:42 |
| 2. | Capsule Scope                                      | 3:45 |
| 3. | Ganbare!! (顔笑れ!!) (Instrumental)                | 5:12 |
| 4. | Capsule Scope (Instrumental)                       | 3:45 |

| 1. | Jump Up ~Chiisana Yūki~ (Jump Up ～ちいさな勇気～) |                                                                   | 4:42 |
| 2. | Day Dream Believer                                 | Marina Horiuchi, Raura Iida, Nene Sugisaki, Hinata Satō (Year 3s) |      |
| 3. | Jump Up ~Chiisana Yūki~ (Jump Up ～ちいさな勇気～) | Instrumental                                                      | 5:12 |
| 4. | Day Dream Believer                                 | Instrumental                                                      | 4:18 |

| 1. | Jump Up ~Chiisana Yūki~ (Music Clip) | 5:17 |

| 1. | Jump Up ~Chiisana Yūki~ (Jump Up ～ちいさな勇気～) |                         | 4:42 |
| 2. | Yosoijō no Smash (予想以上のスマッシュ)            | Tennis Club Pastel Wind | 4:19 |
| 3. | Jump Up ~Chiisana Yūki~ (Jump Up ～ちいさな勇気～) | Instrumental            | 5:12 |
| 4. | Yosoijō no Smash (予想以上のスマッシュ)            | Instrumental            |      |

| 1. | Suimin Fusoku (スイミン不足)      |  |
| 2. | Hashire Shōjiki Mono (走れ正直者) |  |
| 3. | Medaka no Kyōdai (めだかの兄妹)   |  |